# جورج ويليام هنتر
جورج ويليام هنتر (بالإنجليزية: George William Hunter)‏ هو كاتب أمريكي، ولد في 1874، وتوفي في 4 فبراير 1948.